# World Taekwondo
World Taekwondo, WT, pol. Światowe Taekwondo (do czerwca 2017 roku znana pod nazwą World Taekwondo Federation) – organizacja zajmująca się promowaniem taekwondo olimpijskiego na świecie. Zrzeszone są w niej narodowe związki taekwondo.
Założona w 1973, zdołała osiągnąć swój cel: wprowadzenie taekwondo na igrzyska olimpijskie, przyjmując do organizacji ponad 200 krajów. Światowa Federacja Taekwondo kieruje się regulaminami i statutami ustanowionymi przez Kukkiwon.

## Walka sportowa

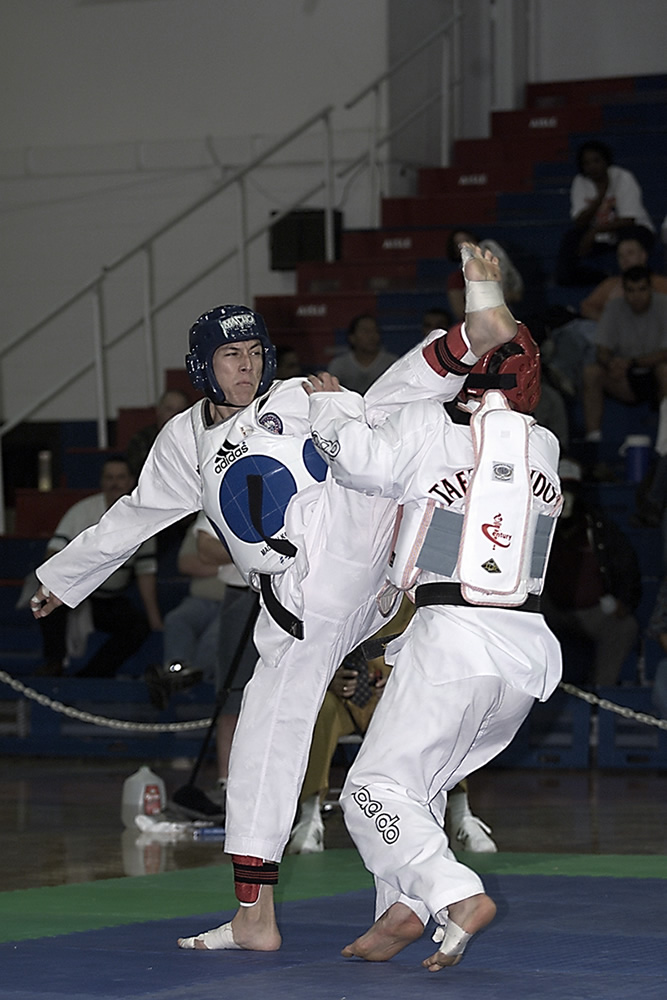
Zawody taekwondo.

W walce sportowej w taekwondo obowiązuje regulamin Światowej Federacji Taekwondo (WTF). Walki odbywają się w specjalnych ochraniaczach, na który składają się:
- ochraniacz tułowia – tzw. hogo
- kask, odsłaniający jedynie twarz
- ochraniacz na zęby
- suspensor – ochraniacz na genitalia
- ochraniacze przedramion i goleni
- rękawice
- ochraniacze stóp tzw. skarpety

Zawodnik musi być ubrany w strój zwany dobokiem. Suspensor, ochranicze przedramion, goleni zakładane są pod dobok.
Walka składa się z trzech rund po dwie minuty każda. W przypadku remisu rozgrywana jest dodatkowa runda o tzw. złoty punkt. W zawodach WTF nie wolno uderzać pięścią w twarz lub głowę. Wolno uderzać pięścią w klatkę piersiową lub w brzuch. Regulamin pozwala uderzać pięścią jedynie w tułów i w plecy, stopą wolno kopać powyżej pasa, zarówno w klatkę piersiową, jak i w twarz i w plecy (uznawanie ciosów w plecy wprowadzono niedawno i zmusiło to do przeprojektowania plastronów). Zabrania się niebezpiecznych akcji, na przykład nie wolno uderzać w kręgosłup ani w nieosłonięte części tułowia. Zabronione jest celowe uderzanie w kark. Klasyczne techniki taekwondo używają wielu części ciała, jednak w walce można jedynie uderzać pięścią i stopą (to głównie wymusza regulamin), a ze względów praktycznych na zawodach przeważają kopnięcia stopą.
Obecnie zawody taekwondo rozgrywane są z wykorzystaniem elektronicznych systemów rejestracji punktów. Zawodnicy ubrani są w elektroniczne hogo pokryte czujnikami. Na ręce i stopy zakładane są specjalne ochraniacze. Uderzenie ręką lub stopą o określonej sile, uzależnionej od kategorii wagowej zawodników jest zliczane przez komputer. Sędziowie przyznają jedynie punkty na głowę (3). Jeden z systemów zatwierdzonych przez WTF będzie wykorzystywany na Igrzyskach Olimpijskich w Londynie 2012.
W trakcie rozgrywania zawodów mistrzowskich (mistrzostwa świata, mistrzostwa Europy) oraz zawodów wyższej kategorii walki rejestrowane są przez system video. Sekundant, podczas walki ma możliwość zgłoszenia sprzeciwu, co do ewentualnego kopnięcia.

## Poomse
Początkowo niższe poomse nazywały się Palgwae (wymowa: "palgue") i wywodziły się z pierwszych mieszanek taekwondo tradycyjnego i karate. Choć są używane obecnie, WTF nie uważa ich za oficjalne. Są przeznaczone dla adeptów mających pasy niższego stopnia niż czarny a ich nazwy to:
1. Palgwae I Chang
2. Palgwae Il Chang
3. Palgwae Sam Chang
4. Palgwae Sa Chang
5. Palgwae O Chang
6. Palgwae Yuk Chang
7. Palgwae Chil Chang
8. Palgwae Pal Chang

Obecnie w taekwondo WTF istnieją dwie kategorie form: taeguk i poomse wyższe czyli poomse dan.
Poomse taeguk (wymowa: "teguk") są poomse podstawowymi, przeznaczonymi dla adeptów mających pasy niższego stopnia niż czarny (od białego do czerwonego). Ich nazwy to:
1. Taeguk Il Chang
2. Taeguk I Chang
3. Taeguk Sam Chang
4. Taeguk Sa Chang
5. Taeguk O Chang
6. Taeguk Yuk Chang
7. Taeguk Chil Chang
8. Taeguk Pal Chang

Poomse dan są przeznaczone dla posiadaczy różnych stopni w obrębie czarnego pasa. Ich nazwy to:
- Koryo
- Kungang
- Taebek
- Pyongwon
- Sipchin
- Jitae
- Chonkwon
- Hansu
- Ilio